# Cassidocida
Cassidocida is een geslacht van vliesvleugeligen uit de familie Tetracampidae. De wetenschappelijke naam van dit geslacht is voor het eerst geldig gepubliceerd in 1913 door Crawford.

## Soorten
Het geslacht Cassidocida omvat de volgende soorten:
- Cassidocida aspidomorphae Crawford, 1913
- Cassidocida orthopterae Risbec, 1951